# Actuality
《actuality》（真實）為日本歌手柴崎幸於2006年12月6日發行的11th單曲（含RUI名義）。

## 概要
- 首次發行附有DVD的初回盤，以及僅有CD的通常盤2型態，兩盤的收錄曲目略異。

## 發行版本
- CD ONLY【通常版】
- CD+DVD【初回版】

## 曲目（初回盤）

### CD
1. actuality
作詞：柴咲コウ、作曲・編曲：華原大輔、String・編曲：前嶋康明
  - 三得利「フレシネ」廣告曲
  - 2008年美吉田月發唱本曲並收錄於《LOVE GIFT〜pure flavor extra〜》專輯中
2. 一起生活吧（一緒に暮らそう）
作詞：柴咲コウ、作曲：Jin Nakamura、編曲：華原大輔、String・編曲：前嶋康明
3. 細雪
作詞：柴咲コウ、作曲：松藤量平、編曲：REO

### DVD
1. actuality
2. Making

## 曲目（通常盤）

### CD
1. actuality
2. 一起生活吧（一緒に暮らそう）
3. 細雪
4. 分身
作詞：柴咲コウ、作曲：重住ひろ子、編曲：鈴木 "DAICHI" 秀行
大同生命廣告曲
5. actuality (Backing Track)
6. 分身 (Backing Track)
作曲：重住ひろ子、編曲：鈴木 "DAICHI" 秀行